# حلزون بائدونی
حلزون بائدونی (نام علمی: Zophos baudoni) نام یک گونه از زیرراسته ستون‌چشم‌داران است. این گونه توسط پتیت د با سوسایه از گوادالوپ در سال ۱۸۶۸ میلادی کشف و توصیف علمی شده است. حلزون بائدونی در جنگل‌های بارانی زندگی می‌کند این حیوان از حلزون‌های گوشت‌خوار محسوب می‌شود.